# Tony Estanguet
Tony Estanguet   (Pau, 6 de maig de 1978) és un piragüista gascó, guanyador de tres medalles olímpiques d'or. És germà del també piragüista i medallista olímpic Patrice Estanguet.
Va participar, als 22 anys, en els Jocs Olímpics d'Estiu de 2000 realitzats a Sydney (Austràlia), on aconseguí guanyar la medalla d'or en la prova masculina d'eslàlom en aigües braves C-1, per davant del favorit Michal Martikán, un metall que revalidà en els Jocs Olímpics d'Estiu de 2004 realitzats a Atenes (Grècia). En els Jocs Olímpics d'Estiu de 2008 realitzats a Pequín (Xina), on fou l'abanderat del seu país en la cerimònia inaugural dels Jocs, només aconseguí ser novè en la semifinal de la mateixa prova. En els Jocs Olímpics d'Estiu de 2012 celebrats a Londres (Regne Unit) revalidà el seu títol olímpic de C-1 en aigües braves.
Al llarg de la seva carrera ha guanyat 12 medalles en el Campionat del Món de piragüisme en eslàlom, entre elles 5 medalles d'or, 6 medalles de plata i una medalla de bronze. Al llarg de la seva carrera ha guanyat 3 medalles en el Campionat d'Europa de piragüisme en eslàlom, dues medalles d'or i una medalla de plata. Campió del seu país en 8 ocasions, ha guanyat la Copa del Món de l'especialitat els anys 2003 i 2004.